# Actephila trichogyna
Actephila trichogyna är en emblikaväxtart som beskrevs av Airy Shaw. Actephila trichogyna ingår i släktet Actephila och familjen emblikaväxter. Inga underarter finns listade i Catalogue of Life.